# Digimon Tamers: Bōsō Digimon Tokkyū
Digimon Tamers: Bōsō Digimon Tokkyū (デジモンテイマーズ 暴走デジモン特急? lett. "Digimon Tamers: Digimon Express in fuga") è un cortometraggio d'animazione giapponese del 2002 prodotto da Toei Animation e diretto da Tetsuji Nakamura. È il sesto film di Digimon ed è sequel della serie televisiva anime del 2001 Digimon Tamers.

## Trama
I Domatori stanno progettando di organizzare una festa di compleanno a sorpresa per Ruki, ma i loro piani vanno all'aria quando si ritrovano costretti a fermare un Digimon treno di nome Locomon, che si scoprirà poi controllato da Parasimon, il quale ha aperto un portale tra il mondo reale e il Mondo Digitale per permettere ad altri Parasimon di arrivare nel mondo umano ed invadere la città.

## Distribuzione

### Giappone
ll film è stato distribuito nei cinema giapponesi il 2 marzo 2002. Digimon Tamers: Bōsō Digimon Tokkyū è stato distribuito, insieme a One Piece - Il tesoro del re, nel formato di doppio lungometraggio, dal nome "Tōei Spring Anime Fair 2002".

### Stati Uniti
Il film è stato trasmesso in anteprima su Jetix negli Stati Uniti il 2 ottobre 2005 con il titolo Digimon Tamers: Runaway Locomon.